# Rendibilitat a preu corrent
La rendibilitat a preu corrent (en anglès: current yield, interest yield, income yield, flat yield o running yield) d'un bo és la mesura de la rendibilitat d'un bo amb cupó mesurada per la relació entre el cupó i el seu preu corrent -actual- de mercat. Es calcula dividint el pagament anual d'interessos -el cupó anual- entre el preu corrent -actual- de mercat del bo.
{\displaystyle {\text{Current yield}}={\frac {\text{Pagament anual interessos}}{\text{Preu corrent de mercat}}}}

## Relació amb les altres mesures de rendibilitat del bons
El current yield es diferencia de la rendibilitat per cupó perquè aquesta es calcula, no en relació al preu corrent -actual- de mercat, sinó en relació al nominal del bo. Així mateix també es diferencia de la rendibilitat al venciment (que al tractar-se de bons amb cupó és la TIR) perquè aquesta determina una taxa anualitzada de tots els cupons, fent un mitja geomètrica ponderada pel pes de cada cupó. Per un bo a la par, el yield nominal, el yield to maturity, i el current yield són el mateix. Per a un bo sota par la rendibilitat a venciment és superior a la rendibilitat a preu corrent, que és menor que la rendibilitat a nominal. Per a un bo sobre par, la relació s'inverteix: 
- Preu de mercat del Bo, sota par: rendibilitat a venciment > rendibilitat a preu corrent > rendibilitat a nominal

- Preu de mercat del Bo, a la par: rendibilitat a venciment = rendibilitat a preu corrent = rendibilitat a nominal

- Preu de mercat del Bo, sobre par: rendibilitat a venciment < rendibilitat a preu corrent < rendibilitat a nominal

## Exemple
Per exemple, un bo amb nominal de 1.000 €, cupó del 5% anual, i comprat a un preu corrent -actual- de mercat de 900 €, té un current yield del 5,56%; és a dir, l'interès anual és de 50 €, que dividit entre 900 € del seu preu corrent dona un 5,56%. Per tant, un inversor que paga 900 € per un bo al 5% està guanyant en realitat un 5,56% de current yield.
{\displaystyle {\text{Current Yield}}={\frac {F\times r}{P}}={\frac {1000\times 5.00\%}{900}}={\frac {50}{900}}=5.56\%}